# Paa bourreti
Paa bourreti és una espècie de granota que viu a Tailàndia, Vietnam i, possiblement també, a la Xina, Laos i Myanmar.
Està amenaçada d'extinció per la pèrdua del seu hàbitat natural.